# Frei-religiöse Gemeinde Offenbach

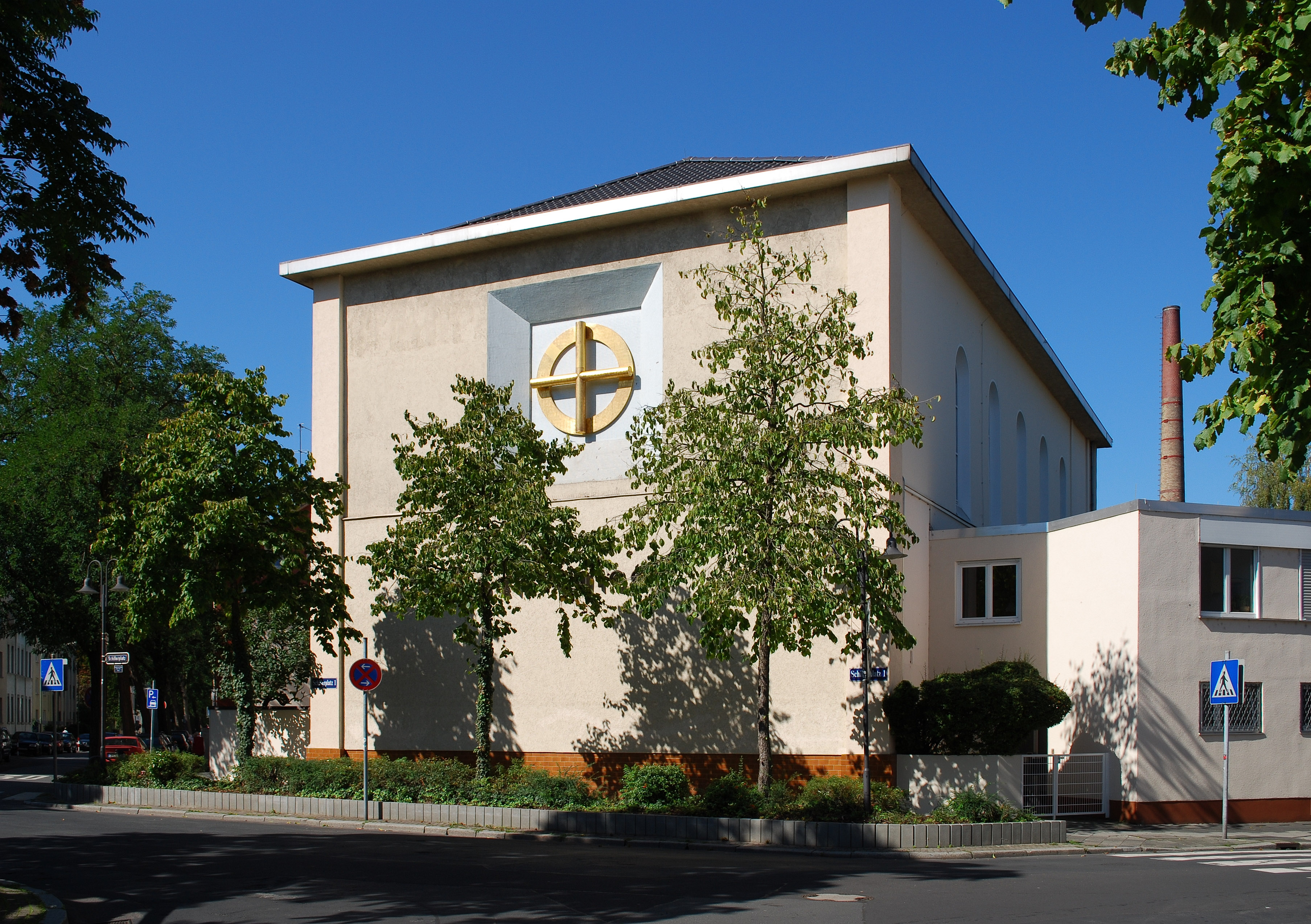
Frei-religiöse Gemeinde Offenbach

Die Frei-religiöse Gemeinde Offenbach ist eine Glaubensgemeinschaft, die als Körperschaft des öffentlichen Rechts verfasst ist. Als Körperschaft des öffentlichen Rechts darf sie Kirchensteuer erheben. Sie ist Teil der freireligiösen Bewegung. Die Andersschreibung frei-religiös statt wie sonst üblich freireligiös ist von der Gemeinde bewusst gewählt.
Die selbstständige, unabhängige Gemeinde ist Mitglied im Bund Freireligiöser Gemeinden Deutschlands und über diesen in der Internationalen Humanistischen und Ethischen Union. Als assoziiertes Mitglied ist sie weltweit vertreten im Weltbund für religiöse Freiheit.

## Organisation
Das Betreuungsgebiet umfasst vor allem die Stadt Offenbach am Main und den Landkreis Offenbach, geht jedoch weit darüber hinaus.
Zu den Aufgaben und Aktivitäten der Gemeinde gehören
- Sonntagsfeiern, Vorträge, Diskussionen und Feste
- Gruppenaktivitäten der Jugend, der Erwachsenenbildung und der Senioren
- Unterricht und Kulthandlungen wie Taufe, Konfirmation, Trauung und Bestattung
- seelsorgerische Betreuung, individuelle Beratung und soziale Fürsorge
- Herausgabe von Veröffentlichungen und Öffentlichkeitsarbeit

unter Beachtung der grundlegenden Glaubenshaltung einer dogmenfreien Religion, wie
- Religion ohne Hierarchie
- völlige Glaubens- und Gewissensfreiheit
- Selbstbestimmung der Mitglieder in allen religiösen Angelegenheiten
- Mitbestimmung in administrativen wie kultischen Belangen der Gemeinde
- soziale Gerechtigkeit, gleiche Rechte und Bildungsmöglichkeiten für alle Kreise der Bevölkerung
- Respektierung der natürlichen Quellen des Lebens
- Verbundenheit aller Menschen im Geiste der Humanität.

Der Kontakt zu den Mitgliedern wird durch eine eigene, vierteljährlich erscheinende Zeitschrift, die Morgenröte (gegr. 1877), gehalten, die seit 1999 als Beilage zur monatlich erscheinenden Schillerplatz Vorschau erscheint.
Das Gemeindezentrum liegt in der Stadtmitte und umfasst in drei Gebäuden die Weihehalle, das Jugendheim und die Gemeindeverwaltung.
Als deutschlandweit einzige freireligiöse Gemeinde betreibt sie seit September 2006 mehrere Kindertagesstätten mit 171 Plätzen.

## Geschichte
Die freireligiösen Gemeinschaften entstanden um 1845 aus Kreisen, die sich vom römischen Katholizismus und vom staatstreuen und orthodoxen Protestantismus lösten. Anlass war ein Offener Brief des katholischen Kaplans Johannes Ronge aus dem Jahr 1844, der sich gegen die Ausstellung des „Heiligen Rocks“ in Trier wandte. Diese Gemeinden erstrebten über die Konfessionsgrenzen hinaus eine Reform im Sinne eines urchristlichen Glaubens. Der Ausschluss aus den jeweiligen Kirchen und die eigene religiöse Entwicklung führten sie bald auf einen eigenen Weg.
Die Frei-religiöse Gemeinde Offenbach war eine der ersten freireligiösen Gemeinden in Deutschland. Sie gehört heute zu den größten noch existierenden in der Bundesrepublik Deutschland. Am 9. März 1845 bekannten sich auf einer Versammlung unter der Führung Joseph Pirazzis mehrere Hundert Personen durch ihre Unterschrift unter die Gründungsurkunde „aus freiem, selbständigem Entschlusse, wohlbedächtig und wohlüberlegt ‚zur Katholisch-christlichen Gemeinde‘“, die sich noch im Gründungsmonat, wie auch andere Gemeinden, „deutsch-katholisch“ nannte. Bereits im September 1845 wurde der Gemeinde das Recht zur Erteilung des Religionsunterrichts zugestanden. Bis zur Erstellung eines eigenen Gotteshauses durfte die katholisch-christliche Gemeinde die lutherische Evangelische Stadtkirche zur Miete nutzen. Im Juni 1859 beteiligte sich die Offenbacher Gemeinde an der Gründung des „Bundes Freireligiöser Gemeinden Deutschlands“ in Gotha. Auf ihr Gesuch wurden der „Deutsch-Katholischen (freireligiösen) Gemeinde in Offenbach a. M.“ am 24. Juni 1863 vom Darmstädter Großherzoglichen Ministerium des Innern die Korporationsrechte verliehen. Die Gemeinde erhielt, zusammen mit der evangelischen und der katholischen Kirche, 1875 das Besteuerungsrecht.